# Atletismo nos Jogos Pan-Americanos de 2007 - 3000 m com obstáculos feminino
Os 3000 metros com obstáculos feminino foram um dos eventos do atletismo nos Jogos Pan-Americanos de 2007, no Rio de Janeiro. A prova foi disputada pela primeira vez em Jogos Pan-Americanos no Estádio Olímpico João Havelange em 28 de julho com 8 atletas de 6 países.

## Medalhistas
| Ouro   | BRA Sabine Heitling |
| Prata  | MEX Talis Apud      |
| Bronze | BRA Zenaide Vieira  |

## Recordes
Recorde mundial antes da disputa dos Jogos Pan-Americanos de 2007. Como o evento estreou nesta edição, não tinha um recorde pan-americano.
| Tipo                             | Atleta           | Tempo   | Local     | Data               |
| -------------------------------- | ---------------- | ------- | --------- | ------------------ |
|                                  | Gulnara Samitova | 9m01.59 | Heraclião | 4 de julho de 2004 |
| Recorde dos Jogos Pan-Americanos |                  | '       |           |                    |

## Resultados
- DNS: não competiu na prova.

### Final
A final dos 3000 metros com obstáculos feminino foi disputada em 28 de julho as 17:10 (UTC-3).
| Pos.              | Atleta                | País               | Tempo    |
| ----------------- | --------------------- | ------------------ | -------- |
| Medalha de ouro   | Sabine Heitling       | BRA Brasil         | 9m51.13  |
| Medalha de prata  | Talis Apud            | MEX México         | 9m55.43  |
| Medalha de bronze | Zenaide Vieira        | BRA Brasil         | 9m55.71  |
| 4                 | Desiraye Osburn-Speer | USA Estados Unidos | 9m59.11  |
| 5                 | Kristin Anderson      | USA Estados Unidos | 10m08.67 |
| 6                 | Angela María Figueroa | COL Colômbia       | 10m14.92 |
| —                 | Rosa Godoy            | ARG Argentina      | DNS      |
| —                 | Faustina Huamani      | PER Peru           | DNS      |